# راس الغول (السدة)

تعديل مصدري - تعديل

راس الغول محلة تابعة لقرية بيت الشقدري، التابعة لعزلة وادي عصام بمديرية السدة إحدى مديريات محافظة إب في الجمهورية اليمنية.، بلغ تعداد سكانها 38 حسب تعداد اليمن لعام 2004.